# Station Canisy
Station Canisy is een spoorwegstation in de Franse gemeente Canisy. Het station is gesloten.